# Organitis
Organitis is een geslacht van vlinders van de familie tastermotten (Gelechiidae).

## Soorten
- O. characopa Meyrick, 1906
- O. lubrica Meyrick, 1910